# Ocupação alemã da Bélgica durante a Primeira Guerra Mundial

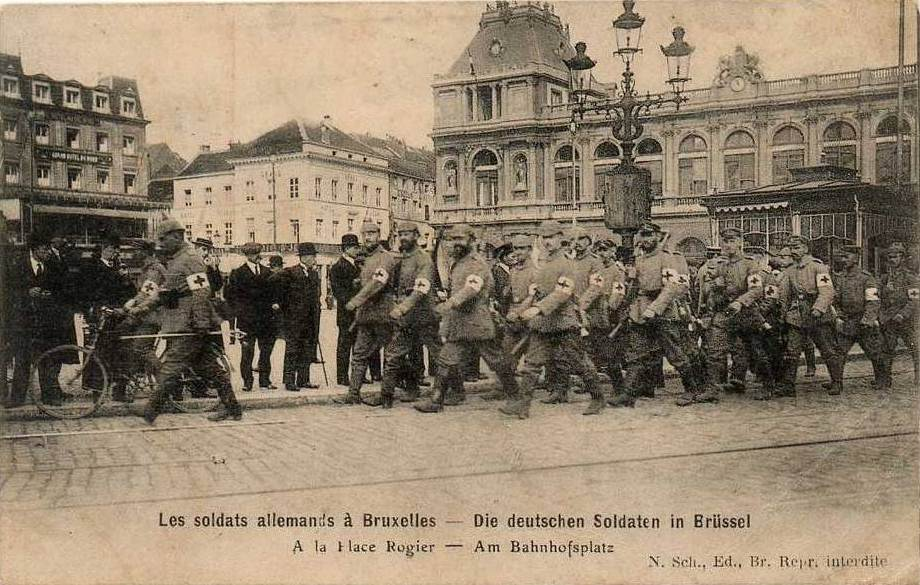
Tropas alemãs marchando pela capital belga, Bruxelas, em 1914

A ocupação alemã da Bélgica (em francês: Occupation allemande; em neerlandês: Duitse bezetting) da Primeira Guerra Mundial foi uma ocupação militar da Bélgica pelas forças do Império Alemão entre 1914 e 1918. A partir de agosto de 1914, com a invasão da Bélgica neutra, o país foi quase completamente invadido pelas tropas alemãs antes do inverno do mesmo ano, quando as forças aliadas se retiraram para o oeste. O governo belga foi para o exílio, enquanto o rei Alberto I e o exército belga continuaram a lutar em uma seção da Frente Ocidental. Sob o domínio militar alemão, a Bélgica foi dividida em três zonas administrativas separadas. A maior parte do país estava sob o Governo Geral, uma administração de ocupação formal governada por um general alemão, enquanto os outros, mais próximos da linha de frente, ficaram sob um governo militar direto mais repressivo.
A ocupação alemã coincidiu com um colapso econômico generalizado na Bélgica, com escassez e desemprego generalizado, mas também com um renascimento religioso. Organizações de ajuda humanitária, que dependiam de apoio estrangeiro para levar alimentos e roupas aos civis belgas, impedidos de importar devido ao bloqueio naval dos Aliados e aos combates, também se tornaram extremamente importantes para a vida social e cultural do país.
A administração de ocupação alemã reprimiu a dissidência política e lançou inúmeras medidas impopulares, incluindo a deportação de trabalhadores belgas para a Alemanha e trabalho forçado em projetos militares. Também apoiou o Movimento Flamengo radical, fazendo inúmeras concessões como parte da Flamenpolitik, numa tentativa de ganhar apoio entre a população flamenga do país. Como resultado, vários movimentos de resistência foram fundados tentando sabotar a infraestrutura militar, coletar informações para os Aliados ou imprimir jornais clandestinos. Expressões de discordância de baixo nível eram comuns, mas frequentemente reprimidas.
Em agosto de 1918, os Aliados avançaram para a Bélgica ocupada durante a Ofensiva dos Cem Dias, libertando algumas áreas. Para a maior parte do país, no entanto, a ocupação só chegou ao fim após o armistício de novembro de 1918, quando o Exército Belga avançou para o país para substituir as tropas alemãs em evacuação e manter a lei e a ordem.

## Antecedentes
Após sua independência em 1830, a Bélgica foi obrigada a permanecer neutra perpetuamente por um tratado de 1839 como parte de uma garantia de sua independência. Antes da guerra, a Bélgica era uma monarquia constitucional e era conhecida por ser um dos países mais industrializados do mundo.  Em 4 de agosto de 1914, o exército alemão invadiu a Bélgica poucos dias depois de apresentar um ultimato ao governo belga para permitir a livre passagem das tropas alemãs através das suas fronteiras.  O exército alemão avançou rapidamente para a Bélgica, sitiando e capturando as cidades fortificadas de Liège, Namur e Antuérpia e empurrando o exército belga de 200.000 homens, apoiado pelos seus aliados franceses e britânicos, para o extremo oeste.  Um grande número de refugiados também fugiu para países vizinhos. Em outubro de 1914, o avanço alemão foi finalmente interrompido perto da fronteira francesa por uma força belga no Yser e por uma força combinada franco-britânica no Marne. Como resultado, a linha de frente se estabilizou com a maior parte da Bélgica já sob controle alemão. Na ausência de qualquer ofensiva decisiva, a maior parte da Bélgica permaneceu sob controle alemão até o fim da guerra. 

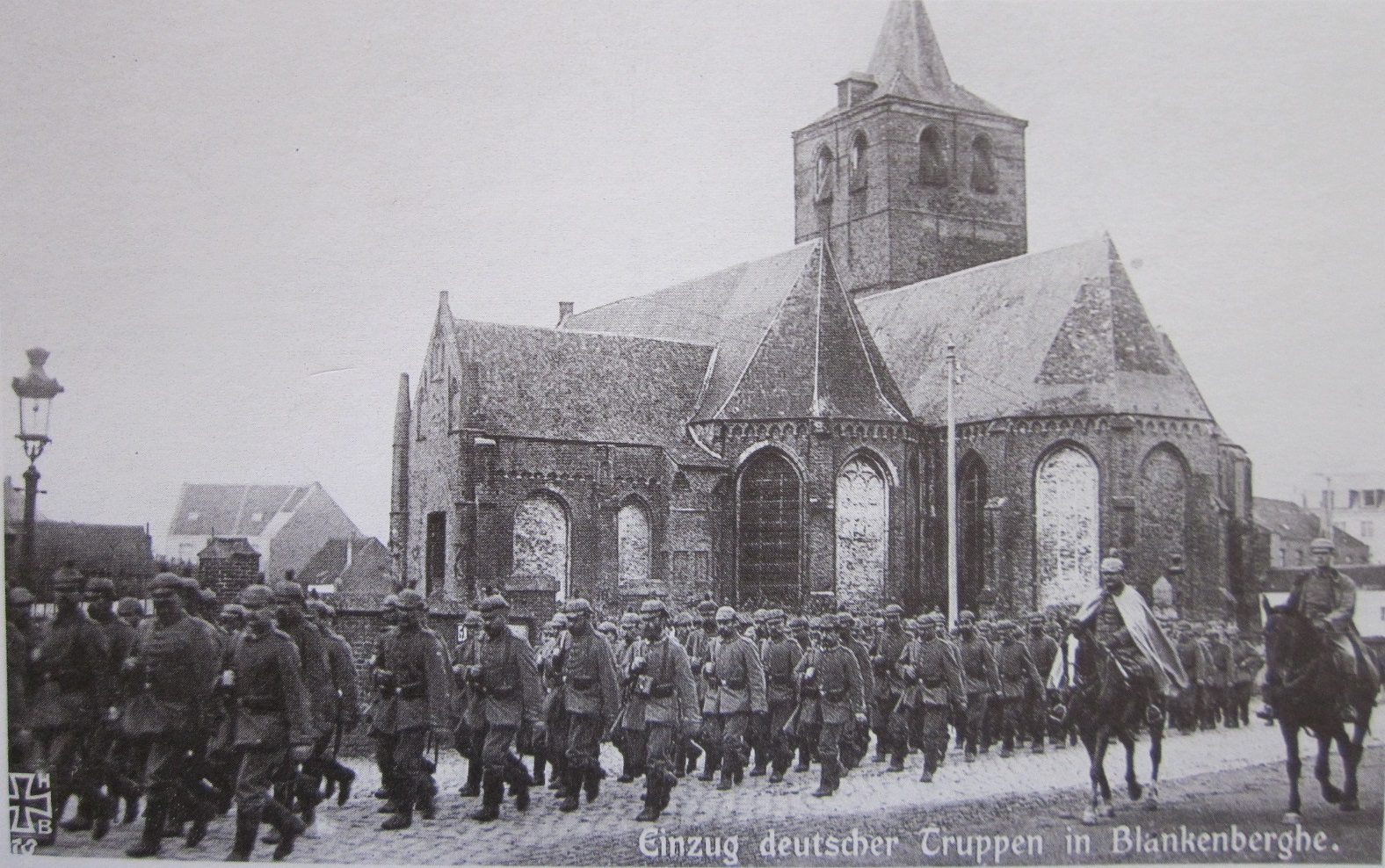
Tropas alemãs marchando por Blankenberge em 1914

Enquanto a maior parte da Bélgica estava ocupada, o Rei Alberto I continuou a comandar o Exército Belga ao longo de uma seção da Frente Ocidental, conhecida como Frente Yser, através da Flandres Ocidental, a partir de seu quartel-general em Veurne.  O governo belga, liderado por Charles de Broqueville, estabeleceu-se no exílio em Le Havre, no noroeste da França. A possessão colonial da Bélgica na África, o Congo Belga, também permaneceu leal aos Aliados e ao governo de Le Havre.

### Estupro da Bélgica
Durante o seu avanço pela Bélgica, os alemães cometeram uma série de crimes de guerra contra a população civil belga ao longo da sua rota de avanço.  Os massacres eram muitas vezes respostas a cidades cujas populações eram acusadas de lutar como francs-tireurs ou guerrilheiros contra o exército alemão.  Civis foram sumariamente executados e várias cidades foram deliberadamente destruídas em uma série de ações punitivas conhecidas coletivamente como o Estupro da Bélgica. Cerca de 6.500 pessoas foram mortas pelo exército alemão entre agosto e novembro de 1914. Em Leuven, a biblioteca histórica da universidade da cidade foi deliberadamente queimada. As notícias das atrocidades, também amplamente exageradas pela imprensa aliada, despertaram considerável simpatia pela população civil belga na Bélgica ocupada. A simpatia pela situação dos civis e refugiados belgas continuou nos jornais e na propaganda aliados até ao fim da guerra. 

## Administração e governança
Em Novembro de 1914, a grande maioria do território belga (2.598 de 2.636 comunas) estava sob ocupação alemã.  A partir de novembro de 1914, a Bélgica ocupada, juntamente com as áreas de fronteira francesas ocupadas de Givet e Fumay, foi dividida pelos alemães em três zonas.  A primeira, a Operationsgebiet (Zona Operacional), cobria uma pequena quantidade de território perto da linha de frente, no extremo oeste da Bélgica. Perto desta zona ficava a Etappengebiet (Zona de Preparação), cobrindo a maior parte da Flandres Oriental e Ocidental, juntamente com partes de Hainaut e Luxemburgo. O restante do país, a maior das zonas, o Generalgouvernement (Governo Geral) cobria a maior parte do país e os territórios franceses.  Ao contrário das Zonas Operacionais e de Encenação, o Governo Geral foi concebido para ser uma administração total e, portanto, era nitidamente menos repressivo do que as outras duas zonas cuja governação se baseava apenas em preocupações militares.  Os civis nas Zonas Operacionais e de Preparação foram oficialmente classificados como “prisioneiros” pelos militares alemães. 

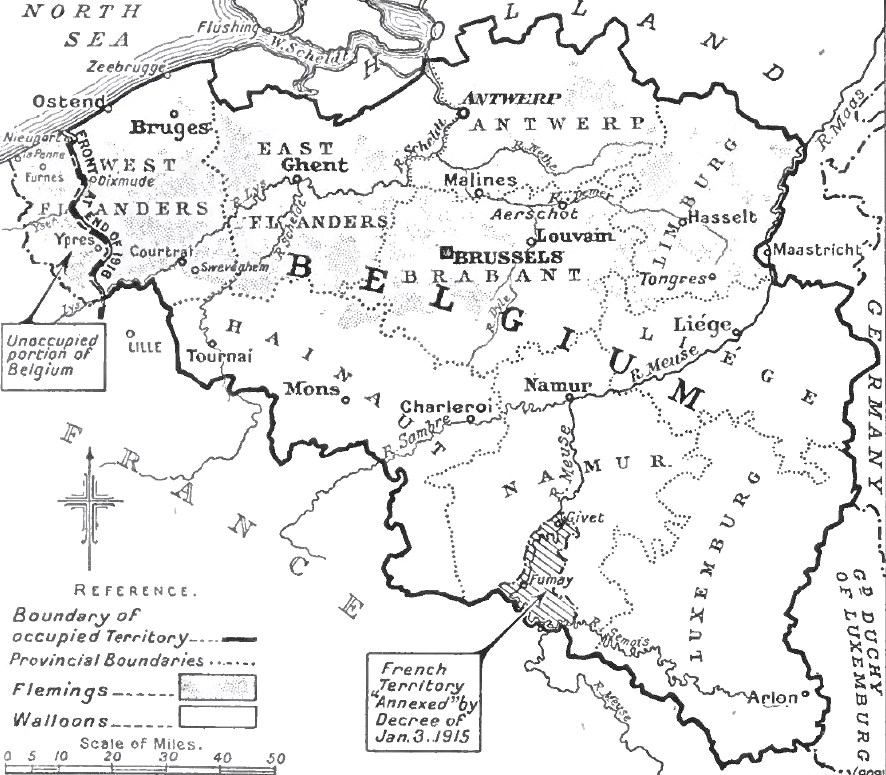
Mapa da Bélgica ocupada pelos alemães

O Governo Geral foi colocado sob o comando de um general alemão que respondia ao exército. Após um breve mandato de Colmar von der Goltz em 1914, o comando foi ocupado por Moritz von Bissing e mais tarde, a partir de abril de 1917, por Ludwig von Falkenhausen.  As autoridades alemãs pretendiam usar a ocupação para beneficiar a economia e a produção industrial alemãs, mas esperavam manter o estado e a economia belgas a funcionar, desde que isso não impedisse os seus principais objectivos. 
Administrativamente, a administração alemã tinha uma Zivilverwaltung (Administração Civil) encarregada de lidar com assuntos do dia a dia e uma rede de Kommandanturen locais em cidades por toda a Bélgica. Também poderia convocar até 80.000 soldados.  Na maioria dos casos, contudo, a administração contentou-se em utilizar a actual função pública belga e o governo local para grande parte da sua administração. 

## A vida sob a ocupação

### Escassez e organizações de ajuda humanitária

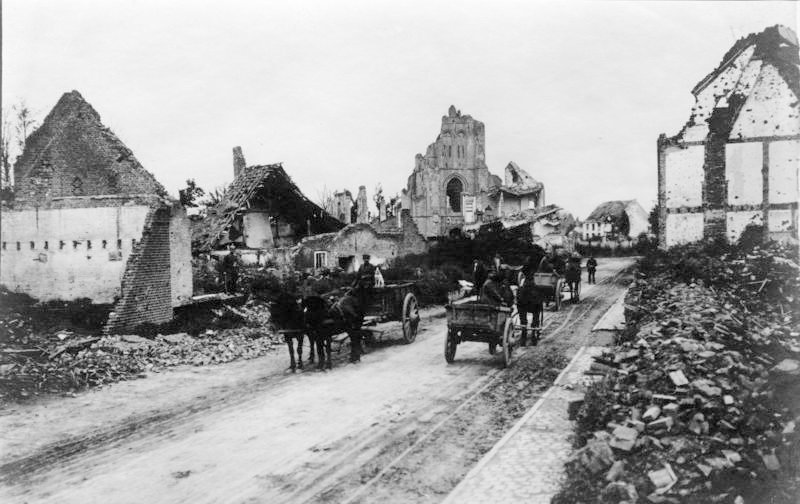
Danos de guerra na Flandres em 1914

Antes da guerra, a Bélgica era uma importadora líquida de alimentos. A invasão alemã, juntamente com o bloqueio aliado, fez com que já em setembro de 1914 várias organizações belgas estivessem se preparando para o início da fome no território ocupado. Sob a direção de um financiador, Émile Francqui e outros filantropos criaram o Comité National de Secours et d'Alimentation (CNSA ou "Comité Nacional de Assistência e Alimentação") para garantir e transportar alimentos para a Bélgica, onde poderiam ser vendidos a civis belgas.  Os lucros dessa parte da operação foram então usados para distribuir ajuda. Após negociações com os Aliados e as Potências Centrais, a CNSA conseguiu garantir permissão para importar alimentos dos Estados Unidos, país neutro. Francqui usou seu conhecimento com Herbert Hoover, o futuro presidente americano, para coletar alimentos e outros auxílios por meio de uma organização americana, a Comissão de Socorro na Bélgica (CRB), que foram então distribuídos na Bélgica pela CNSA.  Várias organizações de ajuda humanitária menores, afiliadas a outros países neutros, também trabalharam na Bélgica ocupada.
O CNSA se tornou uma parte importante da vida cotidiana e da cultura na Bélgica ocupada. A organização cumpria grande parte da gestão diária de um sistema de bem-estar social e geralmente evitava a fome, embora a escassez de alimentos e materiais fosse extremamente comum durante a ocupação.  No seu auge, a CNSA contava com mais de 125.000 agentes e distribuidores em todo o país.  Os historiadores descreveram a própria CNSA, com o seu comité central e redes locais em todo o país, como sendo paralelas às acções do governo oficial belga em tempos de paz.  Aos olhos dos contemporâneos, a CNSA tornou-se um símbolo de unidade nacional e de resistência passiva. 

### Vida econômica

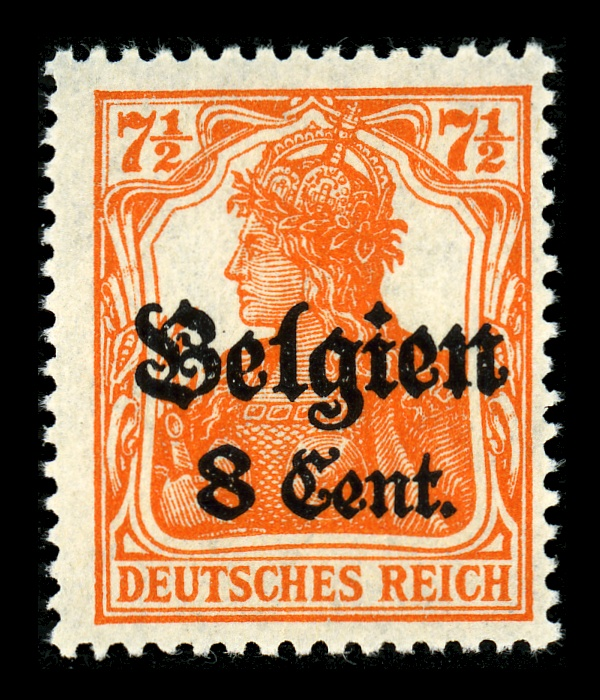
Um selo postal alemão, sobreimpresso com a palavra "Bélgica", para uso durante a ocupação

No início da guerra, o governo belga retirou rapidamente as moedas de prata da circulação e substituiu-as por notas.  Com a ocupação alemã, essas notas permaneceram legais e sua produção continuou. Para compensar os custos da ocupação, a administração alemã exigiu “contribuições de guerra” regulares de 35 milhões de francos belgas por mês.  A contribuição excedeu consideravelmente o rendimento fiscal da Bélgica antes da guerra e, portanto, para pagá-la, os bancos belgas utilizaram novo papel-moeda para comprar obrigações.  A impressão excessiva de dinheiro, juntamente com grandes quantidades de dinheiro alemão trazidas para o país pelos soldados, levou a uma inflação considerável.  Os alemães também fixaram artificialmente a taxa de câmbio entre o marco alemão e o franco belga para beneficiar a sua própria economia numa proporção de 1:1,25.  Para lidar com as condições económicas, um grande número de comunas e regiões individuais começou a imprimir e a emitir o seu próprio dinheiro, conhecido como Dinheiro de Necessidade (monnaie de nécessité), que podia ser usado localmente. 
O caos fiscal, juntamente com os problemas de transporte e a requisição de metal, levou a um colapso económico geral, à medida que as fábricas ficavam sem matérias-primas e despediam trabalhadores.  A crise afectou especialmente as grandes indústrias transformadoras da Bélgica.  À medida que a matéria-prima normalmente importada do estrangeiro secava, mais empresas despediam trabalhadores.  O desemprego se tornou um grande problema e aumentou a dependência da caridade distribuída por instituições e organizações civis. Cerca de 650.000 pessoas estavam desempregadas entre 1915 e 1918.   As autoridades alemãs usaram a crise para saquear máquinas industriais de fábricas belgas, que eram enviadas para a Alemanha intactas ou derretidas. A política intensificou-se após o fim da política alemã de deportação em 1917, o que mais tarde criou grandes problemas para a recuperação económica belga após o fim da guerra. 

### Vida religiosa

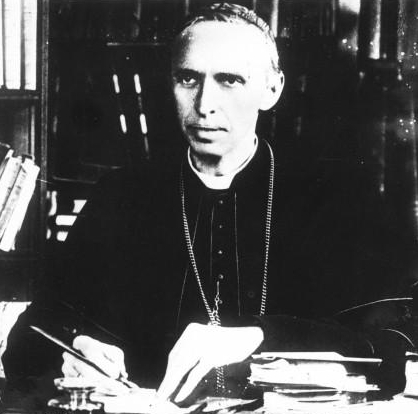
O Cardeal Mercier, retratado em 1914, tornou-se um dissidente proeminente na Bélgica ocupada

A ocupação coincidiu com um renascimento religioso na Bélgica, que sempre foi predominantemente católica.  O primaz da Bélgica, cardeal Désiré-Joseph Mercier, tornou-se um crítico ferrenho do regime de ocupação alemão. Mercier publicou um panfleto célebre, Patriotisme et Endurance (Patriotismo e Resistência), no dia de Natal de 1914, que apelava aos civis para que observassem as leis de ocupação se estas fossem consistentes com o patriotismo belga e os valores cristãos.  O panfleto atacava a autoridade do governo de ocupação alemão, afirmando que qualquer regra legitimada apenas pela força não deveria ser obedecida. 
Na ausência do rei ou do governo na Bélgica ocupada, Mercier tornou-se a figura predominante no país e um símbolo de resiliência.  Por causa de seu status, ele não podia ser preso sem protestos e, embora tenha sido atraído de volta ao Vaticano em 1915 para ser removido do país, ele logo retornou. No entanto, os seus escritos foram proibidos e cópias das suas obras foram confiscadas.  Em 1916, Mercier foi oficialmente proibido de publicar panfletos, mas continuou a fazer campanha contra a deportação de trabalhadores e várias outras políticas alemãs.  Inicialmente contestado pelo Papa Bento XV, que estava ansioso por permanecer neutro, o Papa apoiou a Igreja belga, mas encorajou-a a moderar a sua posição para evitar confrontos. 

## Políticas alemãs

### Deportação e trabalho forçado

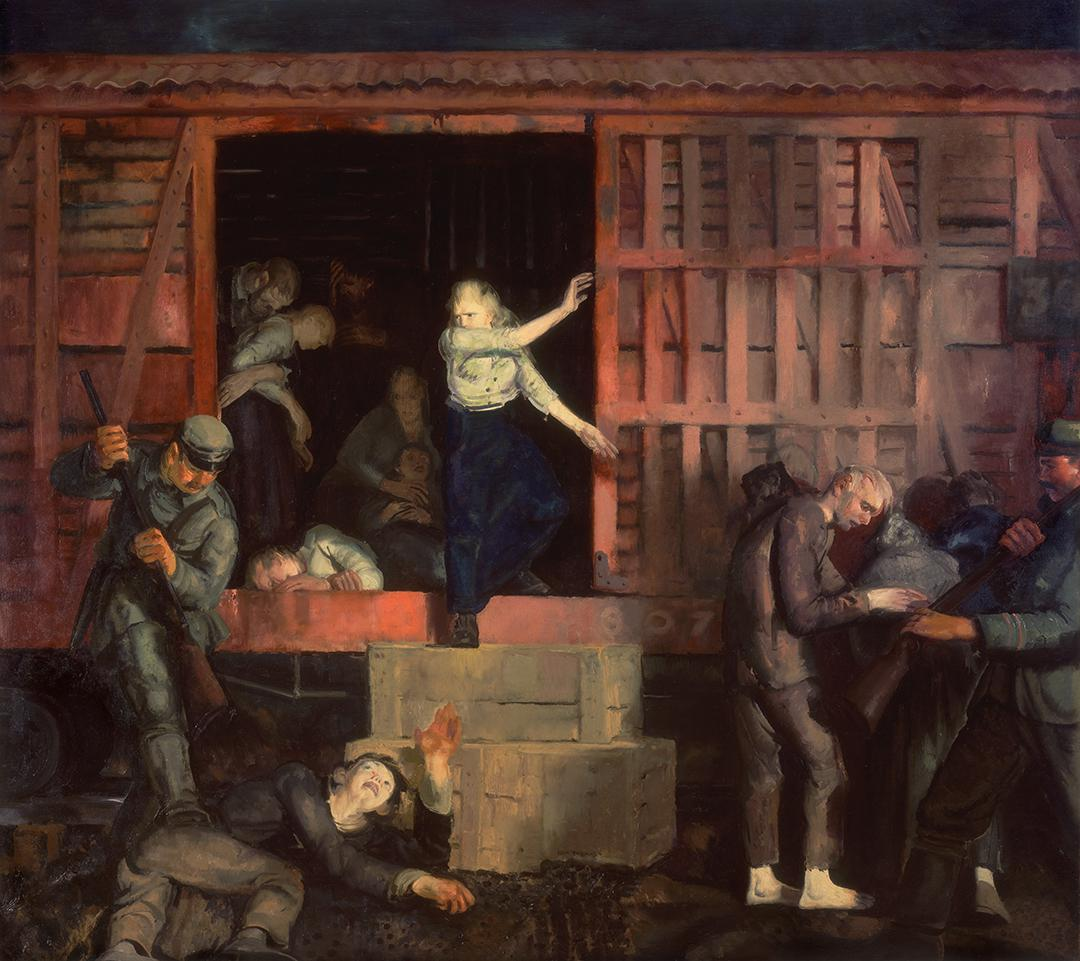
O Retorno dos Inúteis, do artista americano George Bellows, retrata o retorno de trabalhadores belgas doentes e incapacitados de fábricas na Alemanha.

O recrutamento de homens alemães no início da guerra criou uma escassez de mão de obra nas fábricas alemãs importantes para o esforço de guerra. A partir de 1915, os alemães encorajaram os civis belgas a alistarem-se voluntariamente para trabalhar na Alemanha, mas os 30.000 recrutas da política revelaram-se insuficientes para satisfazer as exigências. 
Em meados de 1916, a situação estava se tornando cada vez mais urgente para o exército alemão. Com a nomeação de Erich Ludendorff como comandante do Estado-Maior General, o Oberste Heeresleitung (OHL), em agosto de 1916, a administração alemã começou a considerar ativamente a ideia de deportar à força os trabalhadores belgas para a Alemanha para resolver o problema.  A política, encorajada pelos elevados níveis de desemprego na Bélgica ocupada, marcou uma viragem mais ampla no sentido de um regime mais opressivo por parte da administração alemã.   A deportação começou em outubro de 1916 e durou até março de 1917.  No total, cerca de 120.000 trabalhadores foram deportados para a Alemanha até ao final da guerra.   Destes, cerca de 2.500 morreram devido às péssimas condições em que os trabalhadores eram mantidos.  Além disso, na Zona de Preparação, cerca de 62.000 trabalhadores foram recrutados para trabalho forçado em projectos militares locais, em condições precárias. 
A deportação de trabalhadores belgas revelou-se insuficiente para satisfazer as necessidades industriais alemãs e teve pouco efeito económico.  Politicamente, porém, levou a uma condenação generalizada na Bélgica e a nível internacional, ajudando à ascensão da resistência.  No final de 1917, sob pressão de potências neutras, a maioria dos trabalhadores belgas deportados foram devolvidos. 

### Movimento Flamengo e aFlamenpolitik
Nos anos que antecederam o início da guerra, o Movimento Flamengo tornou-se cada vez mais proeminente na política belga. O francês era tradicionalmente a língua dominante do governo e da classe alta da sociedade belga. Após um período de marginalização, o Movimento Flamengo conseguiu aumentar o status da língua holandesa, um dos principais objetivos do movimento, culminando no reconhecimento legal do holandês como língua nacional em 1898. Em 1914, novas leis foram aprovadas dando mais concessões ao movimento, mas a eclosão da guerra fez com que sua implementação fosse adiada. Numerosas queixas ficaram por resolver.  Entre as queixas mais importantes estava a Universidade de Ghent que, embora situada na Flandres, onde se fala principalmente holandês, ensinava exclusivamente em francês. 

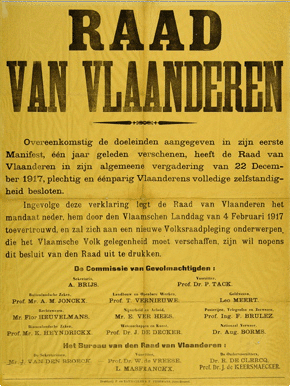
Cartaz do Raad van Vlaanderen anunciando sua declaração de independência flamenga em dezembro de 1917

Em 1915, o Governador Geral decidiu lançar a Flamenpolitik (Política Flamenga) para usar a animosidade entre os dois grupos linguísticos para facilitar a administração do território e retratar o regime de ocupação como a libertação da Flandres.  Esperava-se também que isso desse à Alemanha alguma forma de influência dentro dos Países Baixos neutros.  A política foi especialmente defendida por pangermanistas, como o Alldeutscher Verband, que acreditavam que os flamengos compartilhavam traços raciais com os alemães que os valões não tinham.  A política obteve apoio entre alguns grupos demográficos, particularmente entre os jovens estudantes flamengos dentro do Movimento Flamengo.  Inicialmente, a Flamenpolitik restringia-se à implementação das leis linguísticas de 1914, mas tornou-se cada vez mais radical.  Os alemães também se aproximaram do comparável Movimento Valão, mas com muito menos sucesso.  Em 1916, os alemães abriram uma nova universidade em Ghent, chamada Universidade Von Bissing, na qual todo o ensino era em holandês. A nova universidade foi bem recebida por alguns, mas encontrou oposição dentro do Movimento Flamengo e poucos se matricularam nela.   As políticas dividiram o Movimento Flamengo entre os "ativistas" radicais (activisten ou maximalisten), que acolheram bem as medidas alemãs e acreditavam que o apoio alemão era essencial para a concretização dos seus objetivos, e os "passivistas" (passivisten), que se opunham aos alemães e temiam que isso pudesse desacreditar o movimento.  Em particular, os ativistas esperavam que a independência flamenga pudesse ser alcançada com o apoio alemão. 
Em fevereiro de 1917, um Raad van Vlaanderen (RVV ou "Conselho de Flandres") foi formado com apoio tácito alemão.  Os seus membros, todos ativistas, foram amplamente apoiados pelos alemães, mas foram condenados por outros flamingantes e pela Igreja.  Os alemães posteriormente transformaram Flandres e Valônia em regiões administrativas separadas em junho de 1917. Em 22 de Dezembro de 1917, sem consulta prévia às autoridades de ocupação, o RVV declarou a Flandres independente e dissolveu-se para preparar as eleições para um novo governo flamengo.   As autoridades alemãs encararam a declaração de forma ambivalente e, em Janeiro de 1918, rejeitaram um projecto de constituição flamenga apresentado pelo RVV.  50.000 pessoas registaram-se para votar nas próximas eleições, mas houve confrontos com opositores em Mechelen, Antuérpia e Tienen.  O tribunal de apelação belga enviou mandados de prisão para dois dos principais membros do conselho, Pieter Tack e August Borms, mas os alemães os libertaram e, em vez disso, deportaram os juízes responsáveis. Em protesto, os juízes do Tribunal de Cassação, o tribunal supremo belga, recusaram-se a julgar casos e outros juízes também entraram em greve.  Perante uma oposição crescente, os alemães interromperam as eleições planeadas em Março de 1918. 

### Repressão política

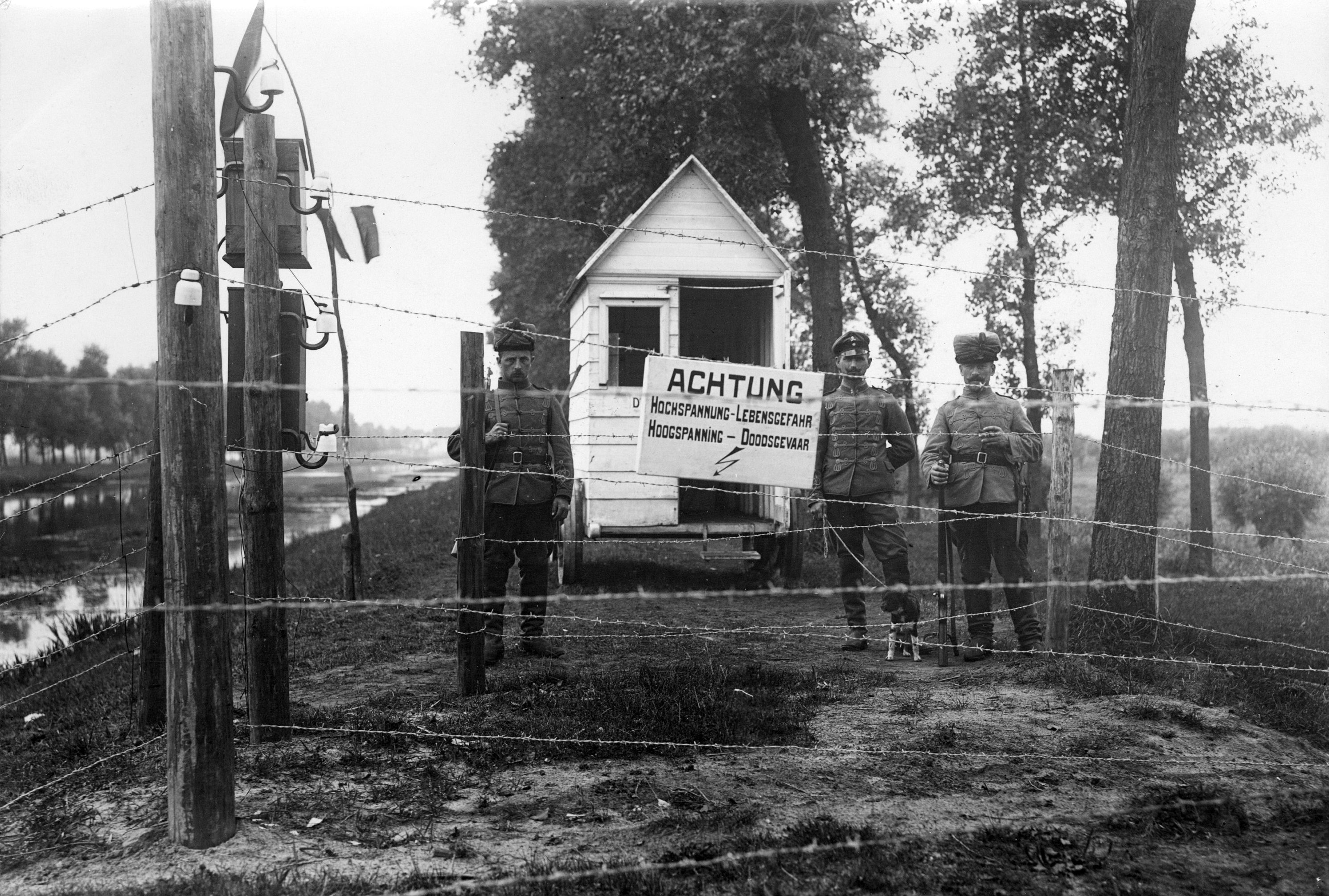
O Fio da Morte construído pelos alemães ao longo da fronteira entre a Bélgica e a Holanda

A oposição pública aos ocupantes alemães foi fortemente reprimida. Demonstrações de patriotismo, como cantar o hino nacional, La Brabançonne, ou celebrar o Dia Nacional Belga, foram proibidas e aqueles que quebrassem as regras arriscavam penas de prisão severas.  Jornais, livros e correio eram rigorosamente censurados e regulamentados.  Várias figuras belgas de destaque, incluindo Adolphe Max, o prefeito de Bruxelas, e o historiador Henri Pirenne, foram presos na Alemanha como reféns. O rescaldo da Batalha de Verdun, em 1916, marcou um ponto de viragem na ocupação e foi seguido por medidas mais repressivas por parte da administração, incluindo a deportação de trabalhadores para a Alemanha. 
Desde o momento da invasão, um número significativo de homens belgas tentou fugir dos territórios ocupados para se juntar ao exército belga na frente de Yser, através dos Países Baixos, que eram neutros.  Para impedir isso, os alemães começaram a trabalhar em um arame farpado e uma  cerca elétrica ao longo da fronteira. A cerca, apelidada de Fio da Morte (Dodendraad), também era guardada por sentinelas alemãs.  Acredita-se que entre 2.000 e 3.000 civis foram mortos tentando cruzar a fronteira durante o conflito.
Membros da resistência capturados também foram executados pelas autoridades alemãs. Edith Cavell, uma enfermeira britânica que viveu na Bélgica antes da guerra, foi presa após ajudar soldados aliados a escapar do país e foi executada por um pelotão de fuzilamento alemão em 1915. Outra resistente, Gabrielle Petit, que participou de várias formas de atividade de resistência, foi executada em 1916 no Tir national em Schaerbeek e se tornou uma heroína nacional póstuma. 

## Resistência
Um movimento de resistência se desenvolveu na Bélgica logo após a ocupação alemã. Existiam cerca de 300 redes distintas, muitas vezes incluindo membros masculinos e femininos.  A resistência assumiu várias formas. Embora algumas sabotagens da resistência, nomeadamente a destruição da linha ferroviária Bruxelas-Aachen, tenham sido celebradas na época, a resistência armada representou uma minoria dos seus atos. 

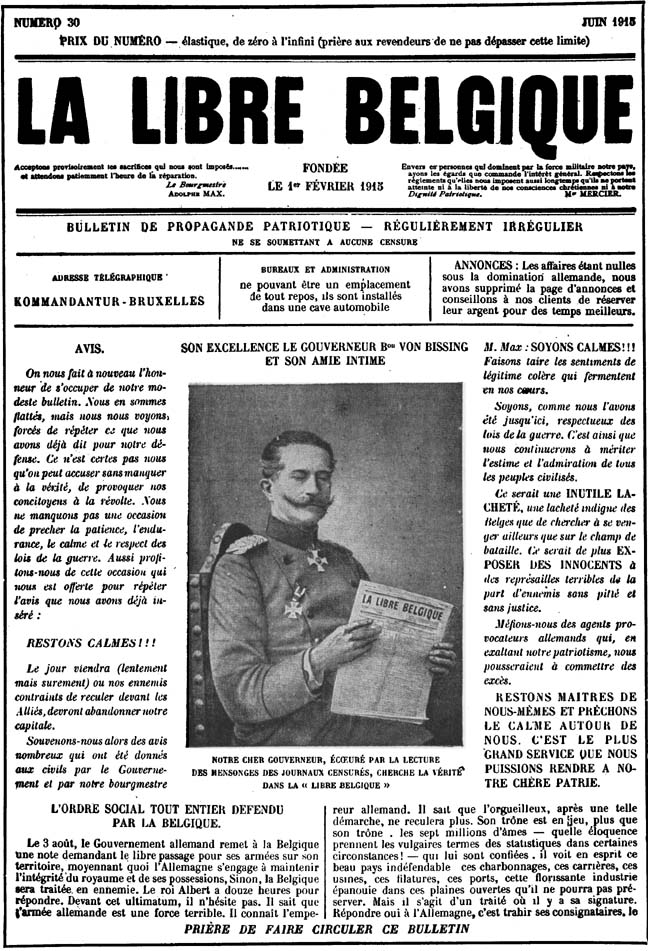
La Libre Belgique, um dos jornais clandestinos mais conhecidos da ocupação

Em particular, a coleta de informações desempenhou um papel importante. Cerca de 6.000 civis belgas estiveram envolvidos na recolha de informações sobre instalações militares alemãs e movimentos de tropas e na sua comunicação aos exércitos aliados.  A organização era gerida por um grande número de grupos independentes e incluía, nomeadamente, a grande rede Dame Blanche (Dama Branca).  Além da coleta de informações, havia organizações semelhantes que ajudavam homens que desejavam se juntar ao Exército Belga na Frente Yser para escapar da Bélgica ocupada, geralmente através da fronteira holandesa. Cerca de 32.000 foram contrabandeados com sucesso, o que aumentou consideravelmente o tamanho da força belga. 
Além disso, jornais clandestinos também tiveram um papel importante na atividade de resistência. Os jornais forneciam informações censuradas na imprensa aprovada e também propaganda patriótica.  Alguns jornais clandestinos, nomeadamente La Libre Belgique (A Bélgica Livre) e De Vlaamsche Leeuw (O Leão Flamengo), conseguiam atingir um grande número de pessoas.  Os jornais underground foram produzidos em vários formatos e áreas geográficas, às vezes visando grupos demográficos específicos.  No seu auge, La Libre Belgique teve 600 colaboradores individuais. 
A forma majoritária de oposição, no entanto, foi a resistência passiva. Pequenos emblemas patrióticos, representando a família real ou as cores nacionais, eram extremamente populares.  Quando esses símbolos foram proibidos, novos, como folhas de hera, foram usados com significado semelhante. Os trabalhadores das indústrias estratégicas tiveram um desempenho deliberadamente inferior ao esperado nos seus empregos, como forma de resistência.  A celebração de feriados nacionais, como 21 de julho (Dia Nacional), que foram oficialmente proibidos pelos alemães, também era frequentemente acompanhada de protestos e manifestações. Um dos actos mais notáveis de resistência passiva foi a Greve dos Juízes de 1918, que conseguiu obter concessões dos ocupantes alemães sob considerável pressão pública. 

## Fim da ocupação

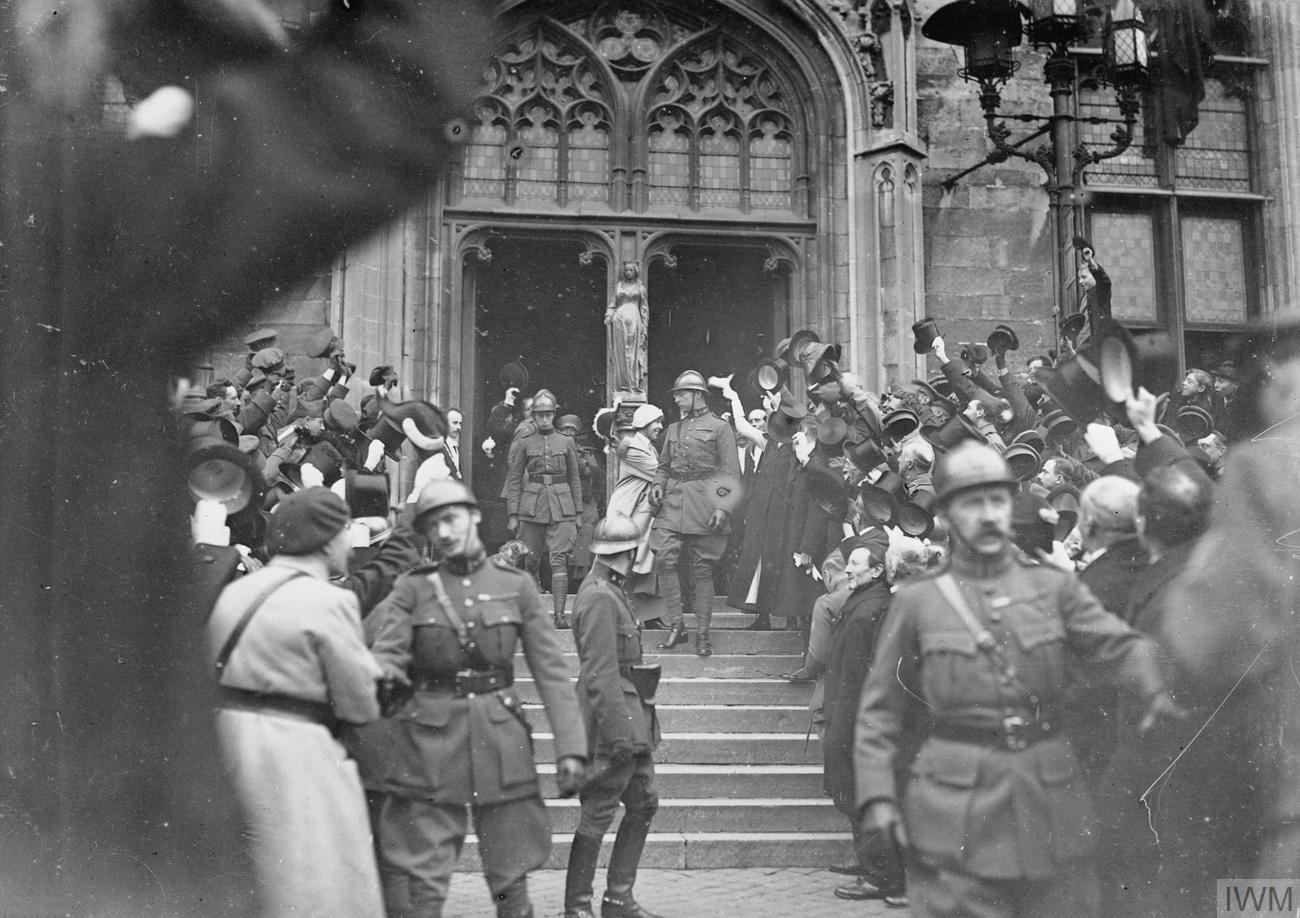
O rei Alberto I aplaudido pela multidão em Ghent durante sua libertação em outubro de 1918

Em 1918, o moral dos civis na Bélgica ocupada atingiu o nível mais baixo de todos os tempos. Acreditava-se que os primeiros sucessos da Ofensiva de Ludendorff (21 de março a 18 de julho de 1918) tornaram a libertação virtualmente impossível num futuro previsível.  Entretanto, durante a Ofensiva dos Cem Dias (8 de agosto a 11 de novembro de 1918), os exércitos Aliados e Belgas lançaram uma série de ofensivas bem-sucedidas na Frente Ocidental. O exército belga, restrito ao saliente de Yser desde 1914, avançou até Bruges. As forças alemãs na frente de batalha na Bélgica foram forçadas a recuar.
Após um motim em Kiel no final de outubro, uma onda de revoluções eclodiu dentro do exército alemão. Na Bélgica ocupada, soldados da guarnição de Bruxelas se amotinaram contra seus oficiais em 9 de novembro de 1918. Os revolucionários formaram o Conselho dos Soldados de Bruxelas (Soldatenrat) e hastearam a bandeira vermelha na Kommandantur de Bruxelas enquanto muitos oficiais, incluindo o Governador-Geral, deixaram a cidade para a Alemanha. Logo eclodiram combates nas ruas entre os legalistas e os revolucionários alemães.  Com a polícia alemã deixando de manter a ordem, a anarquia eclodiu na cidade, sendo restaurada apenas com a chegada das tropas belgas. 
Em 11 de novembro de 1918, o exército alemão assinou um armistício. O cessar-fogo, no entanto, não levou à libertação imediata da Bélgica: os termos do armistício estabeleceram um prazo para a retirada alemã, a fim de evitar confrontos com o exército em retirada. No entanto, os combates esporádicos continuaram.  O exército belga avançou gradualmente para o interior do país, atrás da força de ocupação alemã em evacuação. As forças alemãs restantes na Bélgica moveram-se para o leste, em direção à fronteira alemã, evacuando gradualmente mais território. As últimas tropas alemãs deixaram o país em 23 de novembro. 
Em 22 de novembro, Alberto I entrou em Bruxelas com o exército belga do Yser em uma entrada alegre. Ele foi amplamente aclamado pela população civil.  Posteriormente, alguns dos ativistas notáveis do RVV foram levados a julgamento, mas embora o grupo tivesse cerca de 15.000 seguidores, apenas 312 indivíduos foram condenados por colaboração com o inimigo. Entre eles estava Borms, que, da prisão, continuaria a desempenhar um papel importante no Movimento Flamengo na década de 1920. 
No total, 40.000 soldados e civis belgas foram mortos e 77.500 ficaram feridos durante a Primeira Guerra Mundial.  Estima-se que tenham ocorrido 90.000 mortes indiretas excessivas durante a guerra. 